# Santa Cruz de Galileia
Santa Cruz de Galileia é um distrito do município brasileiro de Galileia, no interior do estado de Minas Gerais. Segundo o censo demográfico de 2022, realizado pelo Instituto Brasileiro de Geografia e Estatística (IBGE), sua população era de 563 habitantes e havia 222 domicílios particulares permanentes ocupados. Possui área de 292,80 km² conforme a Fundação João Pinheiro (FJP). Foi criado pela lei municipal nº 61 de 21 de novembro de 2006.
De acordo com o IBGE, em 2010 a população era de 646 habitantes e havia 350 domicílios particulares.